# Çandır, İlkadım
Çandır là một xã thuộc quận İlkadım, tỉnh Samsun, Thổ Nhĩ Kỳ. Dân số thời điểm năm 2010 là 64 người.